# Bourbriac
Bourbriac (bretonisch: Boulvriag) ist eine französische Gemeinde mit 2.126 Einwohnern (Stand: 1. Januar 2022) im Département Côtes-d’Armor in der Region Bretagne. Sie gehört zum Arrondissement Guingamp und zum Kanton Callac. Die Einwohner werden Briacin(s) genannt.

## Geographie
Bourbriac liegt etwa zehn Kilometer südsüdwestlich von Guingamp. Das Gemeindegebiet wird vom Flüsschen Sullé und seinem Zufluss Toul an Dour durchquert. An der westlichen Gemeindegrenze entspringt der Léguer, im Nordwesten verläuft das Flüsschen Bois de la Roche. Umgeben wird Bourbriac von den Nachbargemeinden Moustéru im Nordwesten und Norden, Coadout im Norden, Saint-Adrien im Nordosten und Ossten, Plésidy im Osten und Südosten, Magoar im Süden, Kerien im Süden und Südwesten, Maël-Pestivien im Südwesten, Pont-Melvez im Westen sowie Gurunhuel im Nordwesten.

## Bevölkerungsentwicklung
| Jahr      | 1962 | 1968 | 1975 | 1982 | 1990 | 1999 | 2006 | 2012 | 2019 |
| Einwohner | 2837 | 2663 | 2458 | 2294 | 2293 | 2299 | 2359 | 2354 | 2122 |

## Sehenswürdigkeiten

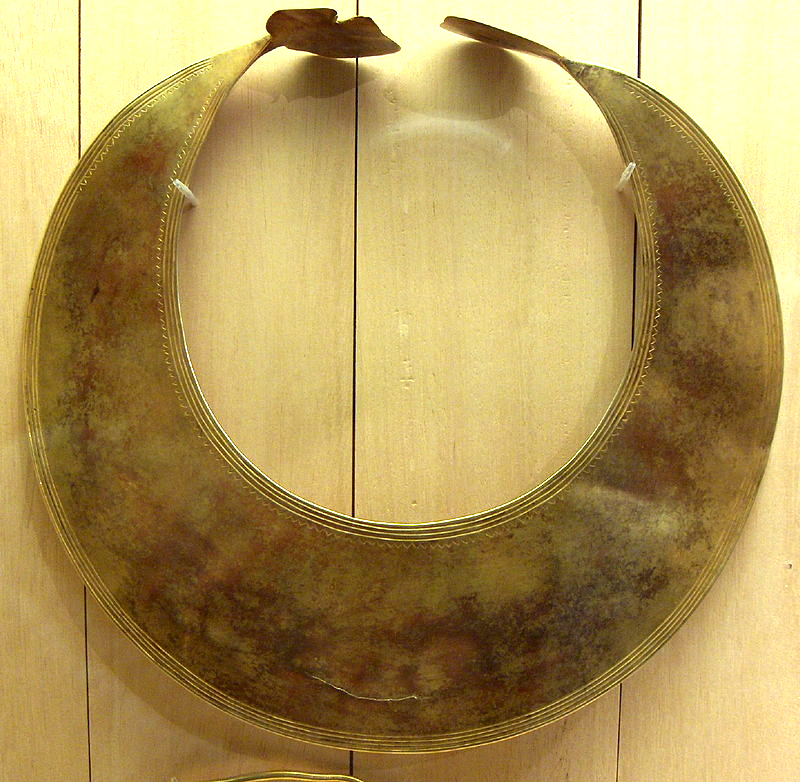
Gold-Lunula von Bourbriac

- Kirche Saint-Briac, aus dem 12. Jahrhundert, im 17. Jahrhundert umgebaut, seit 1907 Monument historique[1]
- Kapelle Notre-Dame de Danouët aus dem 14. Jahrhundert, umgebaut im 17. Jahrhundert, Monument historique seit 1964[2]
- Kapelle Saint-Houarneau mit Kalvarienkreuz, heutiger Bau aus dem Jahre 1520 (Monument historique seit 1964)[3]
- Kapelle von Pénity aus dem 14./15. Jahrhundert
- Kapelle Notre-Dame de la Mercy in Penpinot aus dem 15. bis 17. Jahrhundert
- Kapelle Saint-Briac in  Bodfo aus dem Jahr 1948
- altes Pfarrhaus aus dem 18. Jahrhundert
- Herrenhaus Le Lézard aus dem 16./17. Jahrhundert, Monument historiqu seit 1926[4]
- Herrenhaus und Kapelle Le Helloch aus dem 16./17. Jahrhundert
- Herrenhäuser von Disquay und Kerias aus dem 16./17. Jahrhundert
- Dolmen und Tumulus von Danouédou aus der Bronzezeit, Monument historique seit 1889[5]
- Dolmen von Kerivole, Monument historique seit 1914[6]
- Dolmen und Menhir von Creac’h-an-Archant
- Turm von Koat-Liou
- Granitkreuz in Danouët, Monument historique seit 1964[7]
- Kalvarienberg von Saint-Houarneau, Monument historique seit 1964[8]
- Denkmal für die Gefallenen[9]

Quelle:

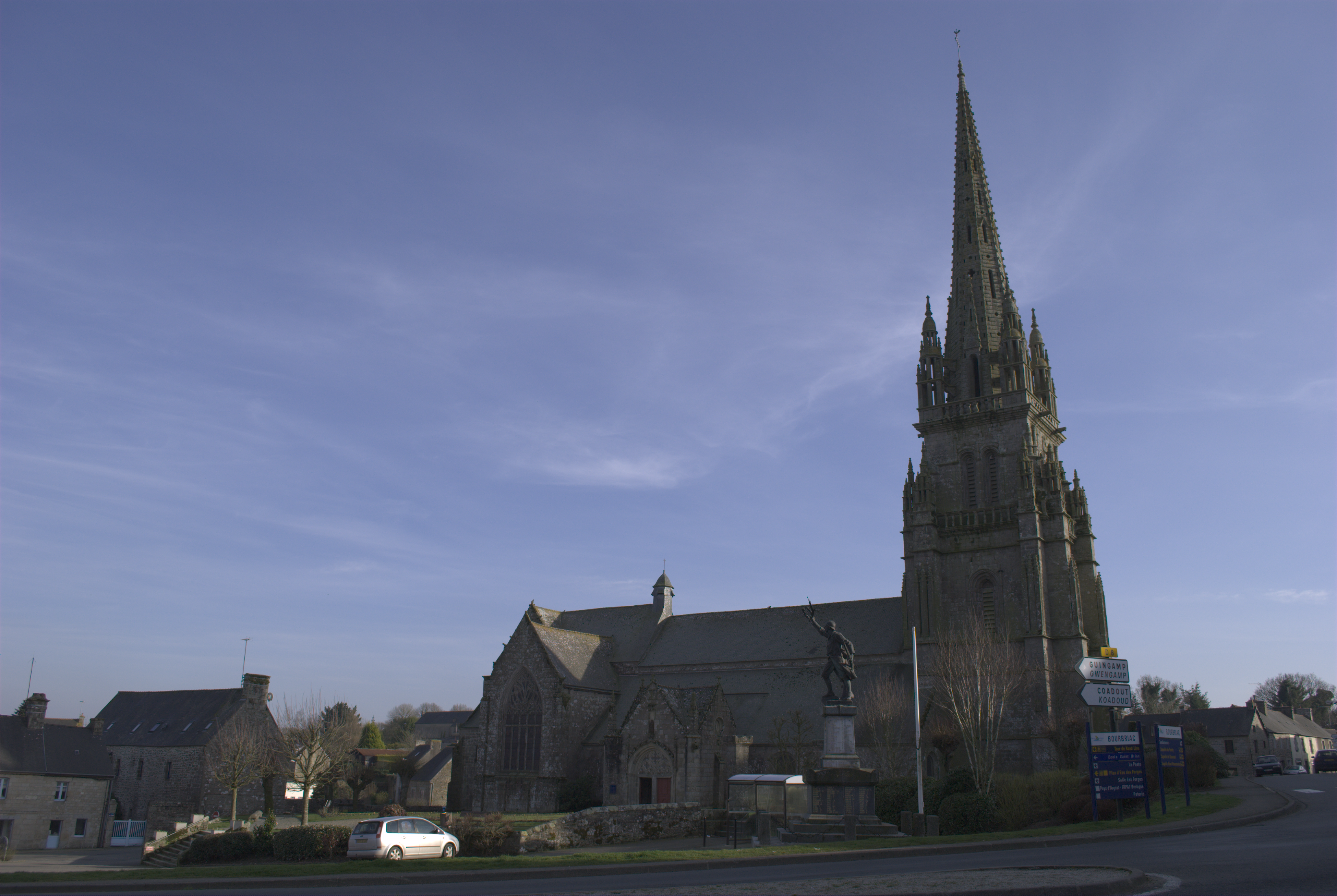
Kirche Saint-Briac
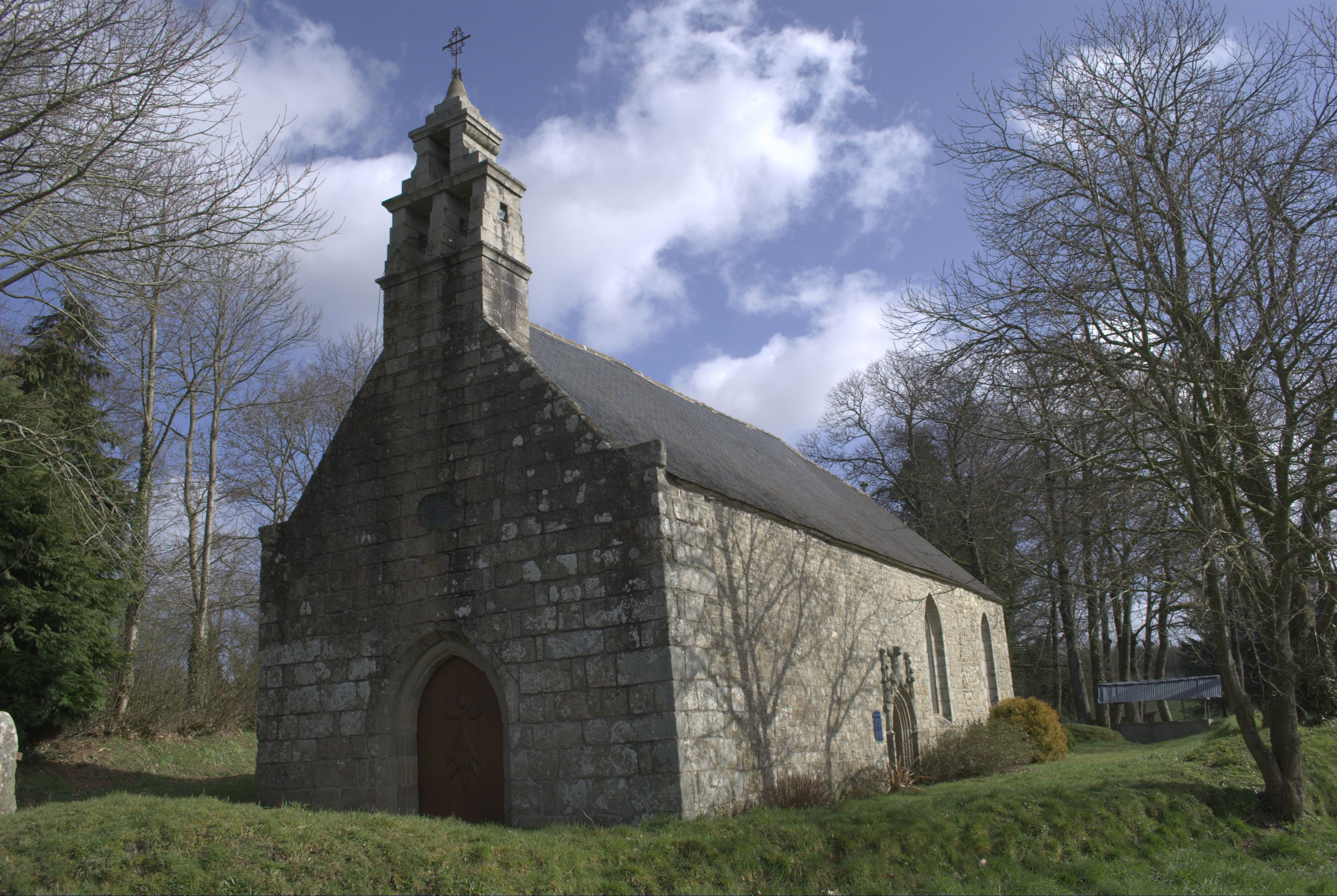
Kapelle Notre-Dame de Danouët
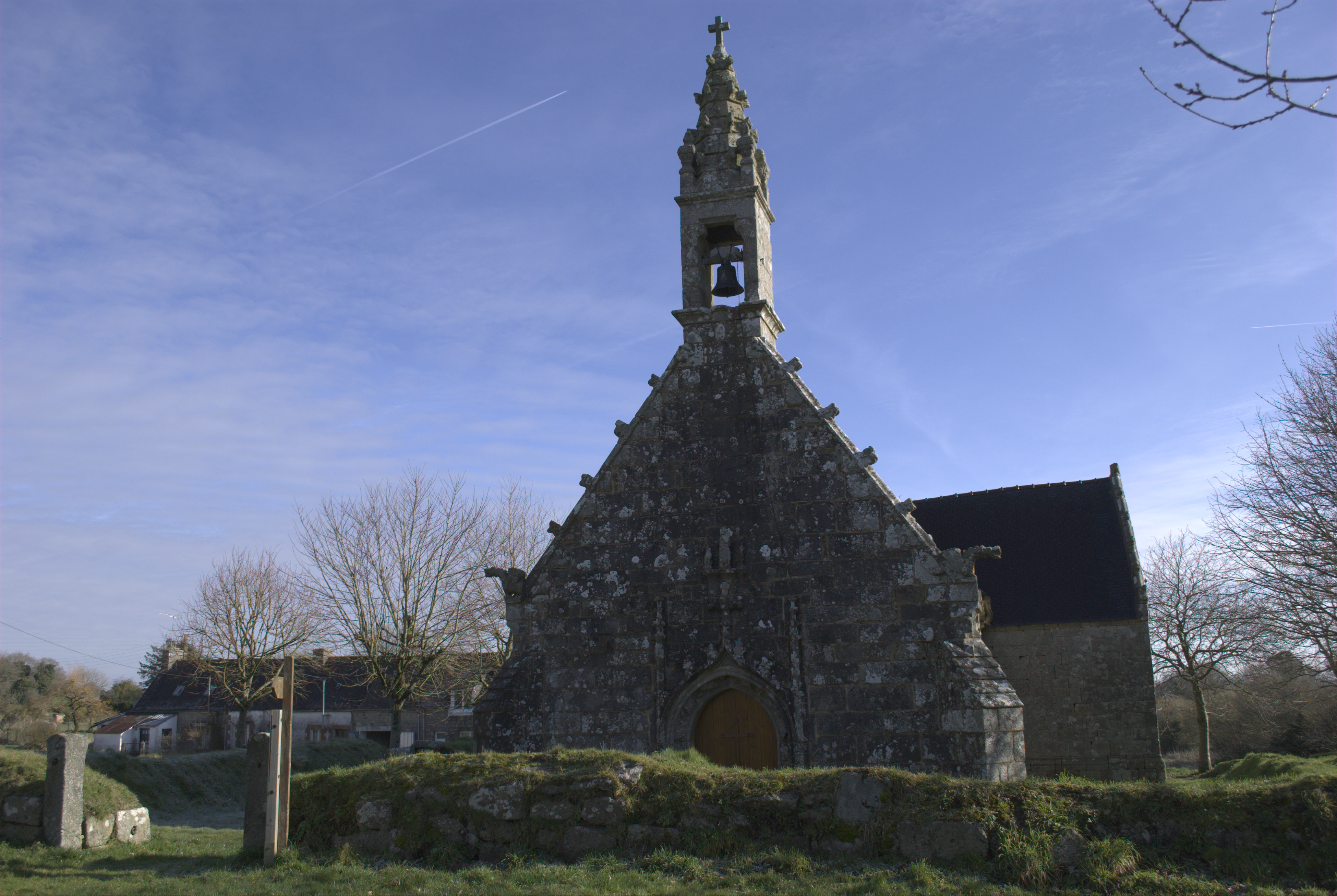
Kapelle Saint-Houarneau
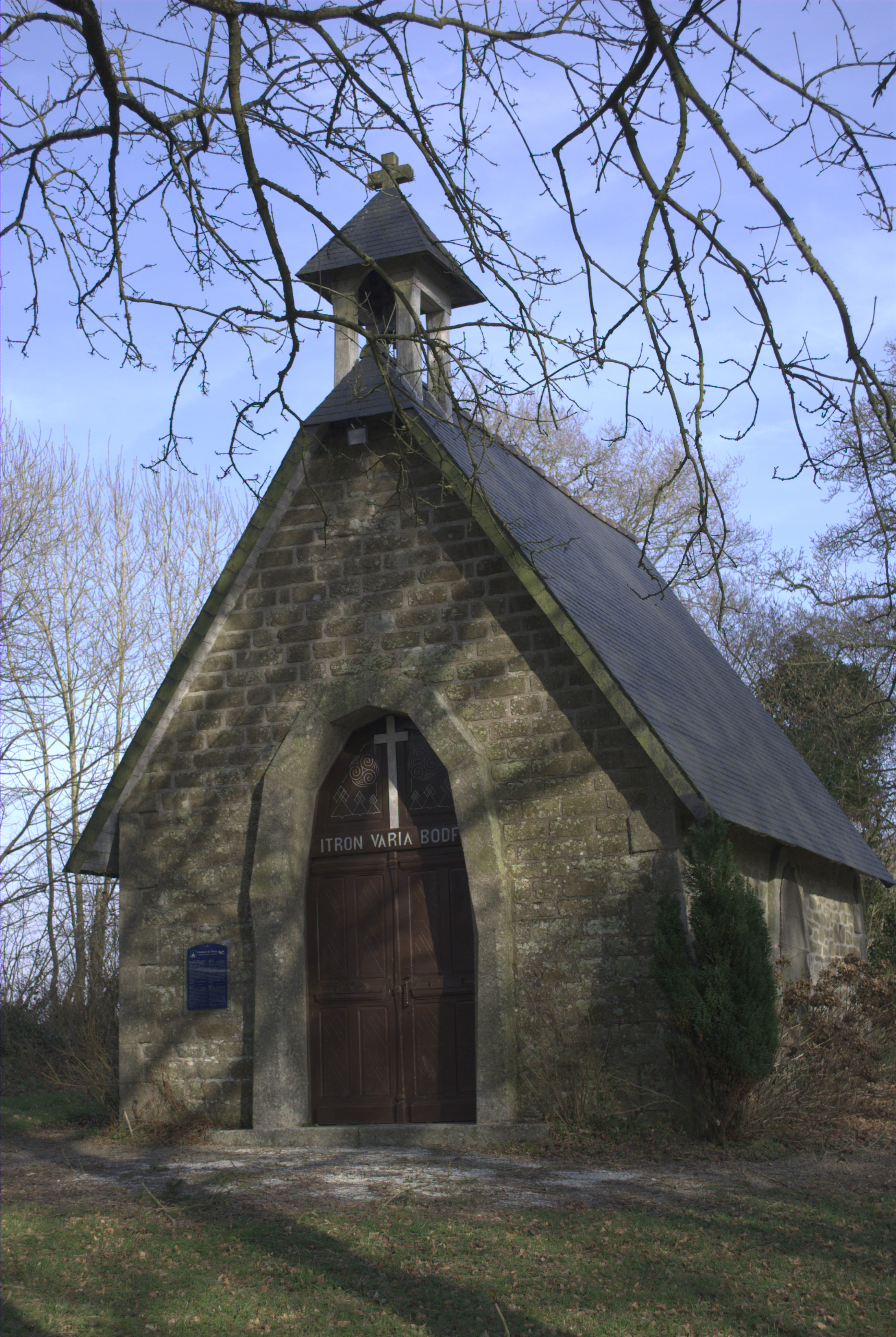
Kapelle Bodfo
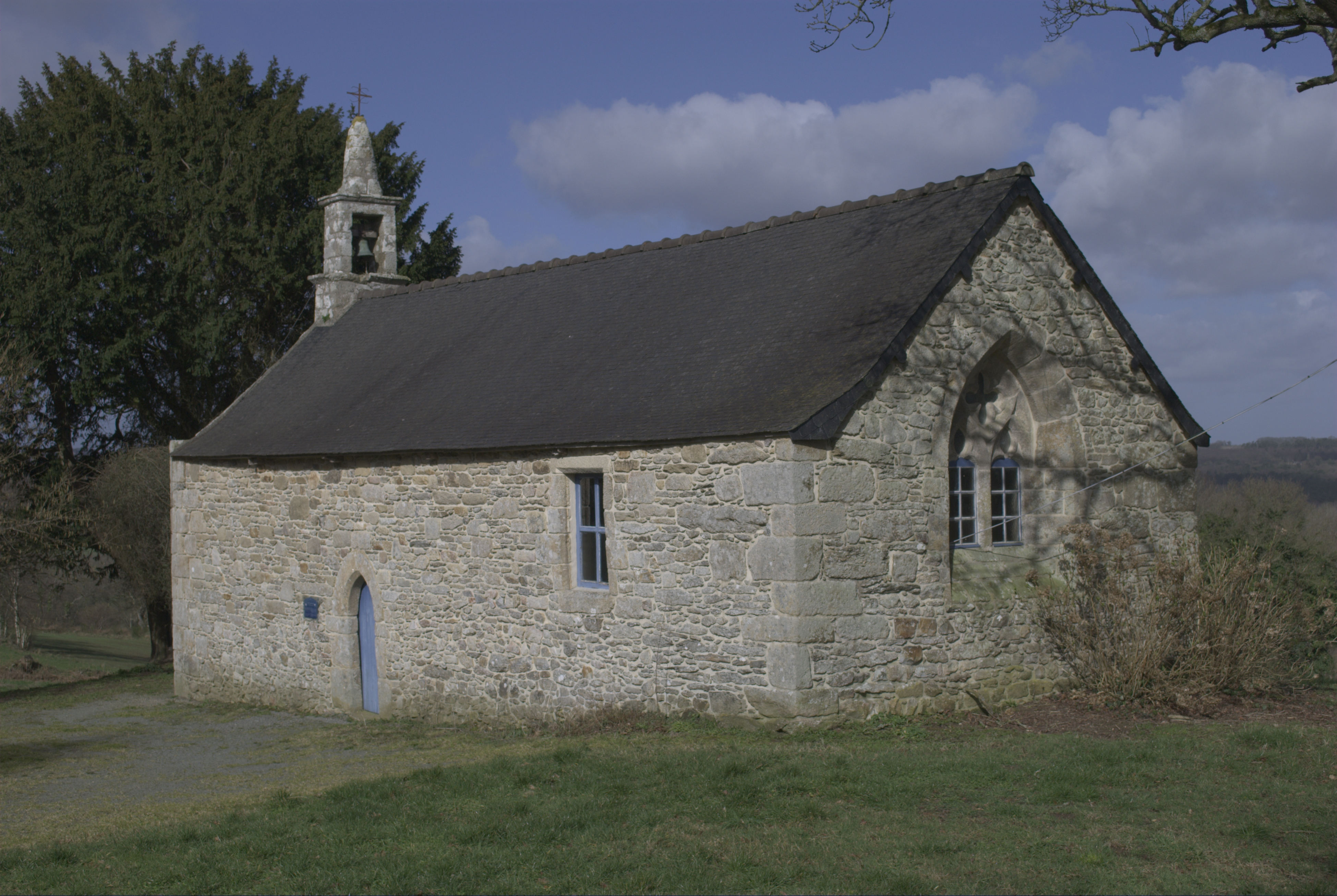
Kapelle Pénity
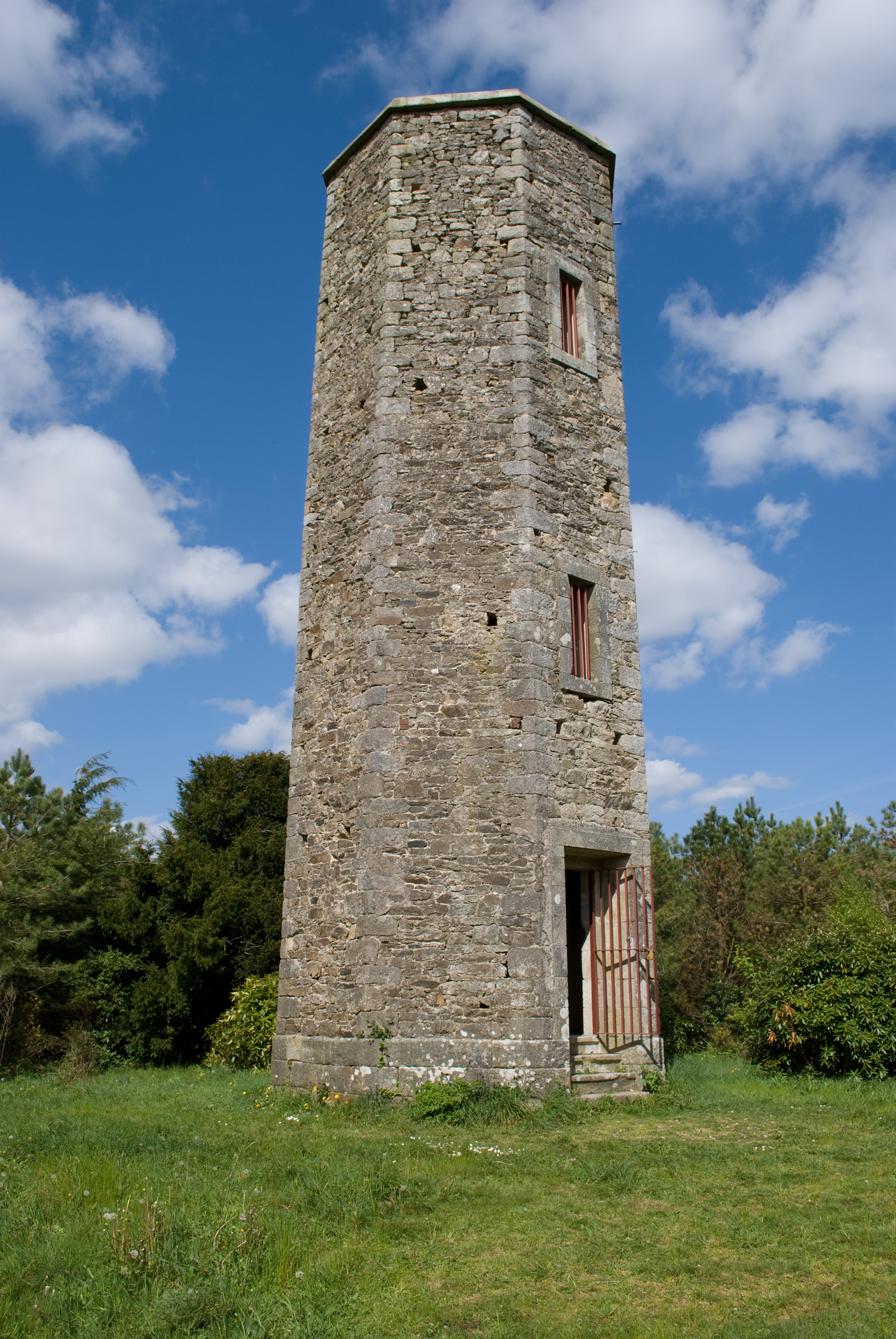
Turm von Koat-Liou

## Persönlichkeiten
- Yves Guillou (1880–1963), Politiker
- Michel Le Guern (1937–2016), Romanist
- Noël Le Graët (* 1941), Politiker, Unternehmer und Funktionär
- Claude Le Roy (* 1948), Fußballspieler und -trainer, in Bourbriac aufgewachsen